# دانشگاه مطالعات بین‌المللی کاندا
دانشگاه مطالعات بین‌المللی کاندا (به ژاپنی: 神田外語大学, Kanda Gaigo Daigaku)، یک دانشگاه خصوصی واقع در ماکوهاری، میهاما-کو، استان چیبا، ژاپن است.